# René Viviani
Jean Raphaël Adrien René Viviani (8 de noviembre de 1862 - 6 de septiembre de 1925) fue un político francés de la Tercera República que desempeñó el cargo de Primer ministro de Francia durante los inicios de la Primera Guerra Mundial.

## Biografía
Viviani nació en Sidi Bel Abbès, en la Argelia Francesa, hijo de un abogado de origen italiano que se desempeñaba como funcionario administrativo en Orán. Viviani estudió leyes en Francia y ya establecido en la metrópoli como abogado defendió casos de socialistas y sindicalistas. 
Viviani ganó fama en 1893 cuando mediante la prensa protestó contra la represión policial en el Barrio Latino de París. Ese mismo año fue elegido diputado en la Asamblea Nacional, cargo que desempeñó hasta 1902. Durante ese periodo se unió a Raymond Poincaré en sus denuncias sobre el Escándalo de Panamá.
Tras salir del parlamento, Viviani fue secretario de Alexandre Millerand, relacionándose también con Jean Jaurès y Aristide Briand, y fundando con ellos el diario L'Humanité en 1904. Cuando Briand accede a la jefatura del gobierno en 1906, Viviani es nombrado para el recién creado cargo de ministro de Trabajo, el cual mantiene hasta 1910 y desde donde impulsa leyes a favor de los obreros. Volvió a ser elegido diputado en 1910 para la Asamblea nacional.
Cuando el 9 de junio de 1914 cae el gobierno de Gaston Doumergue, y tras la breve administración de Alexandre Ribot la Asamblea Nacional impulsa la designación de Viviani como jefe de gobierno. El 13 de junio del mismo año, Viviani es designado primer ministro de Francia y en simultáneo ministro de Asuntos Exteriores, pero el archiduque Francisco Fernando de Austria muere asesinado en Sarajevo el 28 de junio y tras apenas dos semanas de gestión el gabinete de Viviani enfrenta la Crisis de julio de 1914.
Viviani, partidario del pacifismo junto con Jean Jaurès, trata de evitar el conflicto bélico contra Alemania, pero la Crisis de julio se agrava con la noticia del ultimátum austriaco a Serbia y el posterior estallido de la Primera Guerra Mundial, en la cual entra Francia el 3 de agosto de 1914 cuando los alemanes invaden Bélgica.
Ante el inicio del conflicto bélico, Viviani forma un "gobierno de unidad nacional" o de la "unión sagrada" tratando de asegurar la unidad de todas las fuerzas políticas ante el ataque militar del Imperio Alemán, pero con el tiempo se advierte que la iniciativa política queda totalmente en manos del presidente Raymond Poincaré, quien pese a no tener facultades ejecutivas resultaba más decidido y enérgico que el propio Viviani para dirigir el esfuerzo de guerra francés.
En pocos meses Viviani resultó ampliamente superado en liderazgo político por el presidente Poincaré, y ante ello renuncia a la jefatura del gobierno, que es asumida por Aristide Briand en octubre de 1915, pasando entonces Viviani al cargo de ministro de Justicia. En 1917, el nuevo primer ministro Georges Clemenceau cesó definitivamente a Viviani de sus cargos ministeriales, considerando su escasa capacidad de liderazgo en tiempo de guerra.
Tras la contienda, Viviani fue elegido diputado en 1919 y luego representó a Francia ante la Sociedad de Naciones. Tras sufrir un ataque de apoplejía en 1923, se retira de la política hasta su muerte en 1925 en su residencia de Le Plessis-Robinson.